# Chibi

Un personaj desenat în stilul chibi

Chibi, de asemenea cunoscut drept super deformare sau S.D. este un stil de caricatură originar Japoniei, des întâlnit în manga și anime unde personajele sunt desenate în moduri exagerate, de obicei, cu membre mici și dolofane, capete supradimensionate și detalii minime. Stilul și-a găsit calea în fandom-ul anime și manga prin utilizarea sa în lucrări manga și merchandising.

## Utilizarea cuvântului și etimologie
Termenul „chibi” provine din japonezul chibi kyara (ちびキャラ personaj mic?) unde chibi (ちび?) este un cuvânt colocvial pentru oameni foarte scunzi și copii, el însuși derivând din chibiru (禿びる a micșora, a uza?) și kyara (キャラ?), care este împrumutat de la englezescul „character” (personaj).
„Super deformat” și „S.D.” vin de la japonezul deforume (デフォルメ distorsiune stilistică?), care și el derivă de la francezul déformer.

## Proporții și aparență
În comparație cu personajele anime generale, de obicei înalte de șapte sau opt capete, capul unui personaj chibi este o treime sau o jumătate din înălțimea personajului. Pe lângă proporțiile lor modificate, personajelor chibi le lipsesc de obicei detaliile omologilor lor obișnuite. Ca urmare, atunci când un personaj de proporții obișnuite este desenat ca un personaj chibi, anumite aspecte ale designului lor vor fi simplificate, iar altele vor fi mai exagerate. Detaliile precum pliurile unui sacou sunt ignorate, iar formele generale sunt favorizate. Dacă un personaj are o caracteristică specifică (păr ciudat, un anumit accesoriu etc.), acestea vor fi de obicei proeminente în versiunea chibi a personajului.
Stilul chibi se încadrează cu ușurință în categoria japoneză kawaii, proporțiile specifice fiind exagerate în felul în care sunt. Fiind așa de drăguț, stilul chibi permite să faci reclamă ușoară în cultură și chiar în alte țări.

## Utilizări în mass-media
Un exemplu de utilizare a stilului chibi în mass-media japonez este Chibiusa⁠(d), care a creat atenție pentru termen în Occident; diminutivul hipocoristic pentru fiica lui Sailor Moon derivă de la Chibi Usagi (Mic iepuraș). Stilul chibi este parte din cultura japoneză, și este utilizat oriunde, de la indicatoarele din metrou la anime și manga. Stilul a fost popularizat de francize precum Dragon Ball și SD Gundam⁠(d) în anii 1980. Stilul este utilizat într-un mod comic în anime și manga, acordând un accent suplimentar reacției emoționale a unui personaj.
Chibi a început să fie utilizat și în seriale americane influențate de anime, precum Homestuck⁠(d), Tinerii Titani și Avatar: Legenda lui Aang, care au seriale scurte în stilul chibi. A fost utilizat și în seriale francez-canadiene precum Spioanele și Martin Mystery.
Personajul principal al seriei manga și mai târziu al mai multor adaptări anime, Astro Boy⁠(d),este un vechi exemplu al stilului chibi în evoluție. Creat în 1952, stilul chibi nu era încă ceea ce era cunoscut în ziua de azi, și totuși unele dintre caracteristici începeau să apară. Astro Boy folosește trăsături exagerate, cum ar fi ochi foarte mari, capete rotunde și membre mici rotunde și, deoarece aceste trăsături se pretează bine, acest stil este adesea folosit pentru a reprezenta copii și personaje asemănătoare copiilor precum Astro Boy.
Poate cea mai renumită utilizare a stilului este în personajul Hello Kitty, o pisică antropomorfă cu capul mai mare decât corpul ei, creată în 1974 pentru o poșetă cu monede, Hello Kitty este una dintre cele mai cunoscute personaje ale Japoniei, apărând în seriale, muzică, jocuri și cărți.
În mai 2016, Rooster Teeth a lansat primul episod al RWBY Chibi⁠(d), un serial scurt cu animație 3D utilizând personajele popularizate de serialul originar, RWBY⁠(d)
În 2022, Disney Channel a introdus serialul Chibiverse în care apar personaje animate de Disney în stilul chibi.